# 松村敏
松村 敏（まつむら さとし、1983年9月17日 - ）は、熊本県出身の競艇選手。登録番号4236。身長170cm。血液型O型。92期。同期に大峯豊、毒島誠、安達裕樹らがいる。

## 来歴
- やまと競艇学校時代、リーグ戦勝率6.84（勝率1位 準優出2 優出3 優勝1）の成績を残し、卒業記念競走に優出した。
- 2003年5月10日、福岡競艇場でデビュー（2着）。5月13日、初勝利（6走目）。
- 2008年1月22日、丸亀競艇場での新鋭王座決定戦競走にG1初出場。同日、G1初勝利。
- 2009年7月14日、住之江競艇場での新鋭リーグ第9戦で初優勝。
- 2009年9月9日、芦屋競艇場での「G3第5回アサヒビールカップ」で2度目の優勝。
- 2015年3月13日、平和島競艇場での「G1ダイヤモンドカップ」でG1初優勝。
- 2015年10月20日、浜名湖競艇場での「第62回SGボートレースダービー」でSG初出場、10月24日9Rにて3コースからまくりでSG初勝利。